# Socha svatého Antonína Paduánského (Mokrovousy)
Socha svatého Antonína Paduánského se nalézá u obecního úřadu v obci Mokrovousy v okrese Hradec Králové. Socha byla původně součástí výzdoby vyhořelého zámku v Sadové. Barokní pískovcová socha od neznámého autora pocházející pravděpodobně z roku 1753 je od 24. 6. 2002 chráněna jako kulturní památka ČR. Národní památkový ústav tuto sochu uvádí v katalogu památek pod rejstříkovým číslem ÚSKP 51996/6-6277.

## Popis
Barokní socha svatého Antonína Paduánského stojí na podstavci u zídky u silnice mezi čtyřmi vzrostlými lipami. Na dříku podstavce je v obdélném rámu s vykrojenými rohy nápis: DIVo SILencIarIo / honorI / CaVtoLq Vero / FaVtorI / JIMor. XstrVXIt.
Socha světce stojí na podstavci na hranolovém sloupu zakončeném římsou. Na římse stojí na dvou hranolových soklících postava prostovlasého světce oděného v řeholnickém rouchu. V levé ruce drží knihu, na níž sedí nahé batole, kterému světec pravou rukou žehná. Světec i dítě mají na hlavách zlacenou vějířovitou svatozář.

## Galerie

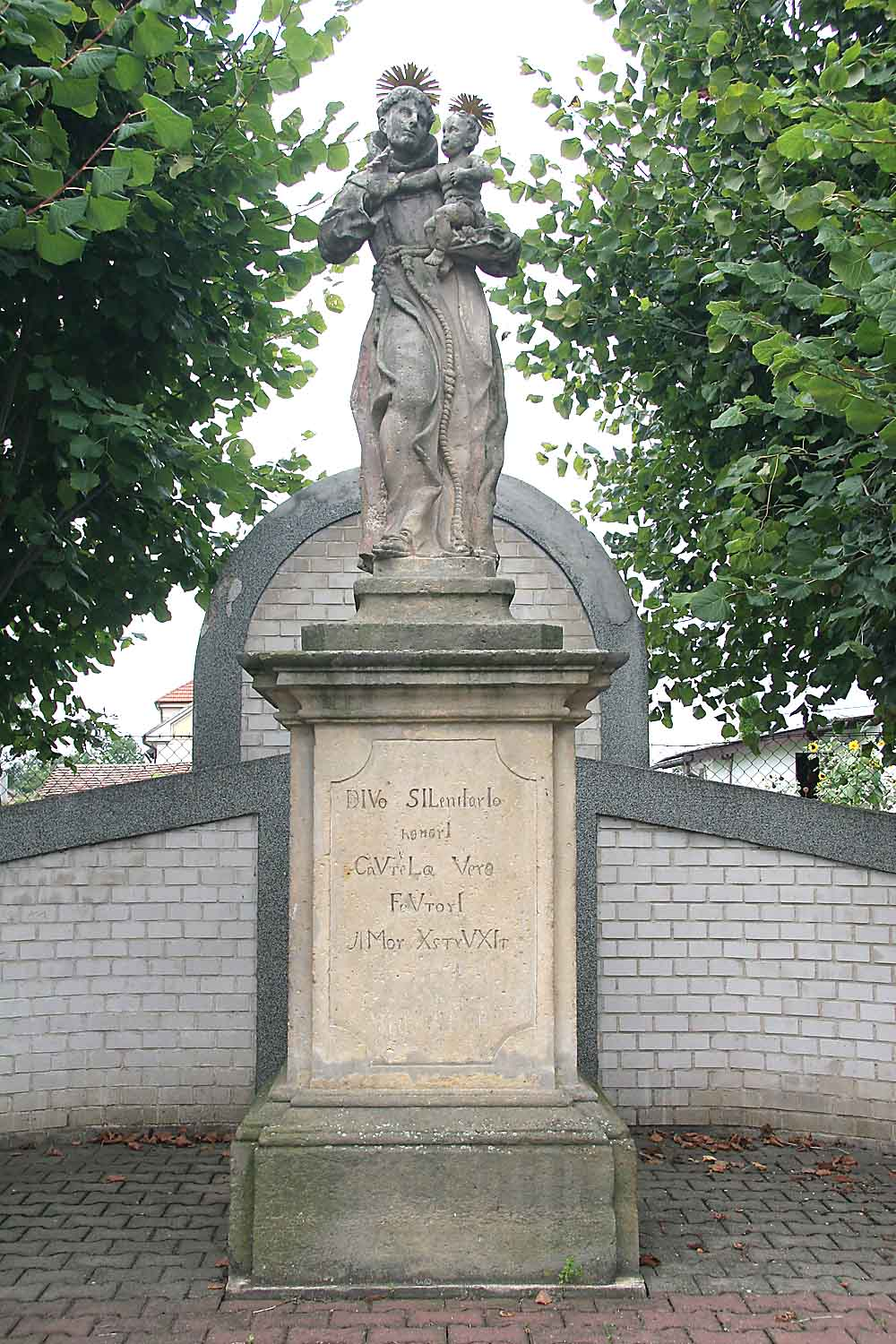
Socha svatého Antonína Paduánského (Mokrovousy)